# Mihai Weber
Mihai Weber (n. 18 noiembrie 1964, Târgu Jiu, Gorj, România) este un deputat român, ales în 2012 din partea Partidului Social Democrat.